# Olavi Paavolainen

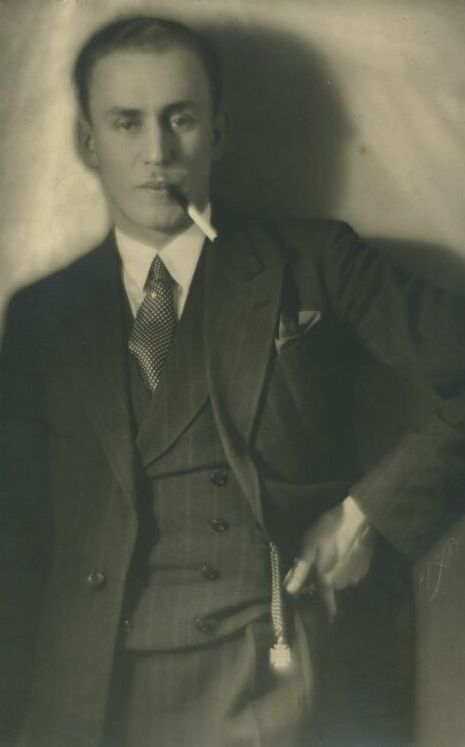
1928

Olavi Paavolainen (* 17. September 1903 in Kivennapa; † 19. Juli 1964 in Helsinki) war ein finnischer Schriftsteller und Journalist.

## Bürgerlicher Lebenslauf
Olavi Paavolainen wurde 1903 in Kivennapa (Karelien), damals Teil des Großfürstentums Finnland innerhalb des Russischen Kaiserreichs, als Sohn des Rechtsanwaltes und Parlamentsmitgliedes Pietari Paavolainen († 1930) und dessen Frau Alice Laura Paavolainen geboren. 1914 siedelte die Familie nach Helsinki über, wo er bald als Zwölfjähriger begann, Gedichte zu schreiben. Von 1921 bis 1925 studierte Paavolainen an der Universität Helsinki Ästhetik, Literaturwissenschaft und Kunstgeschichte; 1928/29 absolvierte er den Militärdienst.
In den 1930ern arbeitete Paavolainen in verschiedenen finnischen Werbeagenturen. Beim Ausbruch des Winterkrieges wurde er 1939, stationiert in Mikkeli, Adjutant eines Infanteriegenerals. Bei einem sowjetischen Bombenangriff wurde er 1940 verletzt, musste aber im April 1941 in das Hauptquartier nach Mikkeli zurückkehren. Der weitere Kriegseinsatz deprimierte ihn zunehmend, auch wenn er genügend Zeit zu schreiben fand und unter anderem mit der Sicherstellung kulturhistorischer Artefakte betraut war. Für seinen Kriegseinsatz wurde Paavolainen mit dem  Finnischen Orden des Freiheitskreuzes 4. Klasse ausgezeichnet.
Überwiegend war er in den 1930ern und 1940ern als freier Schriftsteller tätig, bis er 1947 Leiter der Theaterabteilung des Finnischen Rundfunks wurde und bis zu seinem Lebensende blieb. 1960 wurde er vom finnischen Präsidenten Urho Kekkonen mit dem Eino-Leino-Preis ausgezeichnet.
Olavi Paavolainen starb am 19. Juli 1964 an einer durch Alkoholabusus verursachten Leberzirrhose. Er wurde in Helsinki auf dem Friedhof Hietaniemi beigesetzt.

## Werk und Anschauung

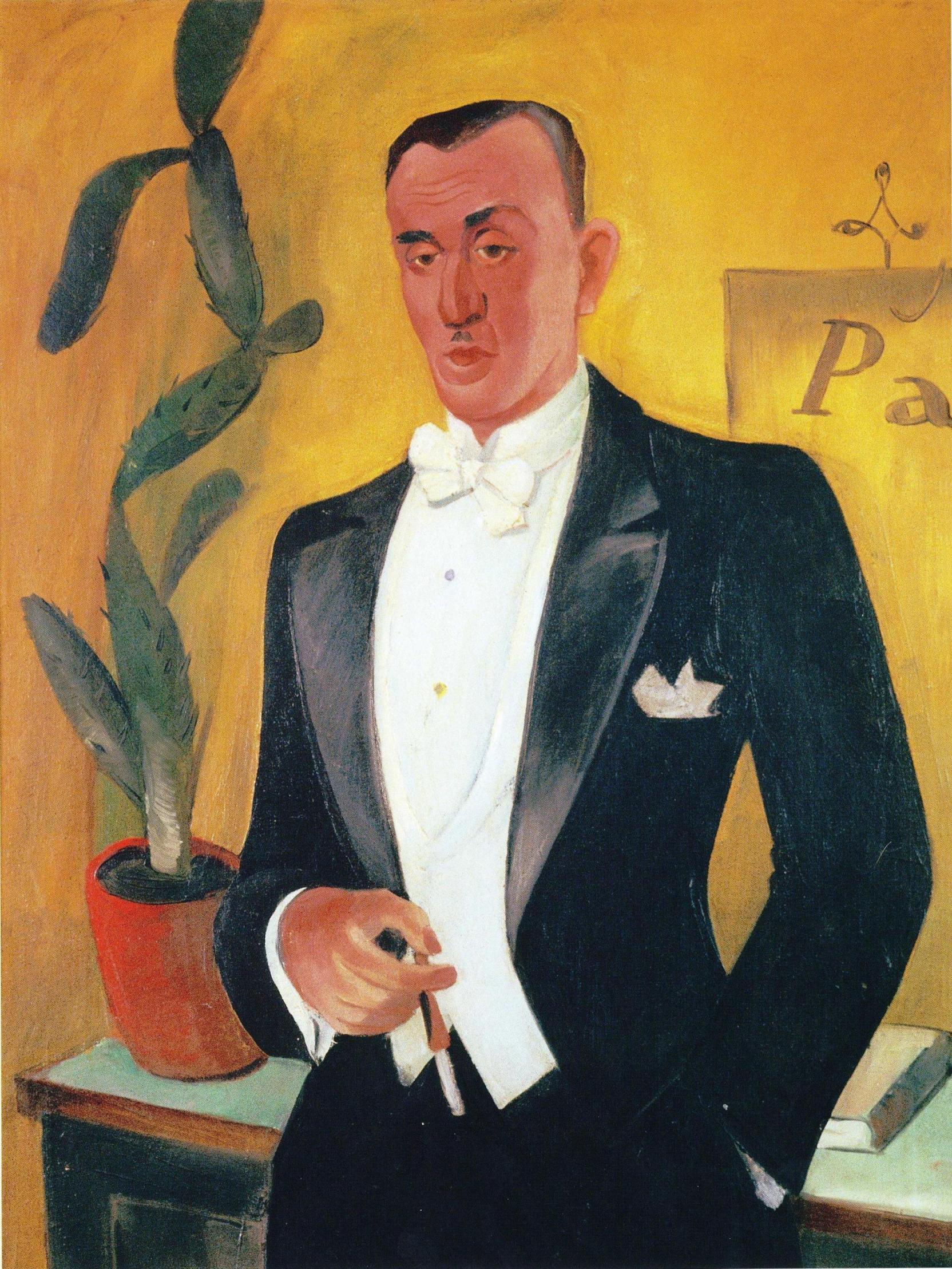
Porträt 1928, gemalt vom expressionistischen Maler Väinö Kunnas

Olavi Paavolainen betätigte sich vor allem als Lyriker und Essayist. Seit frühester Jugend Gedichte schreibend, wurde sein Entschluss eine literarische Laufbahn einzuschlagen 1924 entscheidend bestärkt, als er zu einer Anthologie Gedichte junger erfolgversprechender finnischer Poeten beitragen konnte. Bald wird der von Oscar Wilde beeindruckte, oft dandyhaft auftretende junge Poet als „Dichter-Bohemien“ tituliert. Seine Pariser Impressionen erschienen 1927 in der von Urho Kekkonen, dem späteren langjährigen finnischen Präsidenten, herausgegebenen Zeitschrift Ylioppilaslehti.
Ein erster Erfolg wurde die 1928 gemeinsam mit Mika Waltari veröffentlichte Gedichtsammlung Valtatiet, die zwölf Gedichte von ihm enthält. In dieser frühen Schaffensperiode, in der er unter dem Pseudonym Olavi Lauri schrieb, war Paavolainen stark vom Futurismus geprägt, namentlich von Marinetti. Für diese Zeit ist in seinem extravaganten Freundeskreis teilweise eine Nähe zur faschistischen Lapua-Bewegung auszumachen. Paavolainen selbst opponierte 1928 scharf gegen ein militärkritisches Buch des ‚Arbeiterliteraten‘ Pentti Haanpää.
In den späteren 1920er Jahren war er die zentrale Figur der finnischen Künstlervereinigung Tulenkantajat, die avantgardistische mit politischen Ansprüchen vereinen wollte; 1930 übernahm er die Chefredaktion der gleichnamigen Zeitschrift Tulenkantajat. Nachdem die Gruppe an den inneren Konflikten zwischen einerseits linksradikalen und andererseits zum Faschismus neigenden rechten Opponenten Anfang der 1930er zerbrochen war, zog sich der davon „höchst persönlich“ getroffene Paavolainen in die Abgeschiedenheit Kareliens zurück. Dort gelang ihm sein „eigentliches Durchbruchswerk“ Suursiivous eli kirjallisessa lastenkamarissa (‚Großreinemachen oder im literarischen Kinderzimmer‘), das 1932 erschien. Das Buch enthält eine ambivalent-polemisierende Betrachtung der jungen Literaten im Spannungsfeld der politischen Extreme, in deren Bann sich ebenso Paavolainen befand, wobei seine Stellungnahmen uneinheitlich blieben. Fasziniert von den radikalen Gesellschaftsentwürfen seiner Zeit, wird er sie im weiteren Verlauf der Dekade gleichfalls höchst widersprüchlich vor Ort in Nürnberg und Moskau wahrnehmen.
Durch Vermittlung seines Verlages konnte Paavolainen 1936 auf Einladung der Reichsschrifttumskammer nach Deutschland reisen. Dort besuchte er mit anderen ausgewählten nordischen Schriftstellern unter anderem den Nürnberger Parteitag. Seine Eindrücke veröffentlichte er in der Form einer essayistischen Rhapsodie, wie auch der Untertitel von Zu Gast im Dritten Reich (‚Kolmannen valtakunnan vieraana‘) lautet. Die lockere Abfolge der Schilderungen seiner Erlebnisse gibt eine ambivalente Sicht auf Nazideutschland, „anfängliche Begeisterung wandelte sich zu exakten Beobachtungen“, die ihn zu dem Schluss führten „vielleicht [den] größten Wendepunkt[] in der Geschichte Europas“ zu erleben. In Finnland wurde das Buch sofort zu einem umstrittenen Bestseller, bald auch ins Schwedische übersetzt ermöglichten ihm die Einnahmen die Finanzierung weiterer Reisen zunächst nach Südamerika und schließlich in die Sowjetunion. Das Besondere an dem Buch war zu der Zeit, dass es weder dezidiert für Nazi-Deutschland noch dagegen Stellung bezog. Auf Grund von satirischen Elementen konnte Paavolainen anschließend nicht mehr ins Deutsche Reich reisen. Während Paavolainens impressionistisch anmutender Reisebericht aus Deutschland in Finnland stetig Neuauflagen erfahren hat, erschien erst im Herbst 2016 mit Zu Gast im Dritten Reich. Rhapsodie eine Ausgabe in deutscher Sprache nach der Übersetzung von Rolf Klemmt.
In der ersten Phase des Zweiten Weltkrieges erwartete Paavolainen enthusiastisch den deutschen Sieg, obwohl er noch 1939 die Sowjetunion bereist hatte und sich bewundernd über die Modernität Moskaus äußerte. Seine Hoffnung auf Fortschritt und Begeisterung für technische Errungenschaften, wie die Moskauer Metro oder die deutschen Autobahnen, zeichnen häufig geradeso seine Artikel und essayistischen Reiseberichte aus, die thematisch breit gestreut das moderne Leben auch in alltäglichen Erscheinungen detailliert darstellen.
Die 1946 erschienene umfangreiche Edition von Tagebuchaufzeichnungen aus der Kriegszeit Synkkä yksinpuhelu (‚Finsteres Selbstgespräch‘) löste vor allem unter nationalistisch Gesinnten in Finnland ungeheure Entrüstung aus, die sich in zahlreichen Polemiken gegen Paavolainen entlud, in denen er durchweg als Vaterlandsverräter gebrandmarkt wurde. Auch wenn zehn bedeutende Kritiker gegen die Angriffe protestiert hatten und in linksliberalen Kreisen die Schrift recht positiv aufgenommen worden war, veröffentlichte Paavolainen nach diesen heftigen Attacken nichts mehr.

## Werke (Auswahl)
- Nuoret runoilijat (‚Junge Dichter‘, 1924; Anthologie von Gedichten junger finnischer Poeten, Paavolainen ist unter dem Pseudonym Olavi Lauri einer der Autoren)
- Valtatiet (‚Fernstraßen‘, Gedichte 1928 unter dem Pseudonym Olavi Lauri, zusammen mit Mika Waltari)
- Nykyaikaa etsimässä (‚Auf der Suche nach der Gegenwart‘, 1929)
- Keulakuvat (‚Galionsfiguren‘, 1932)
- Suursiivous eli kirjallisessa lastenkamarissa (‚Großreinemachen oder im literarischen Kinderzimmer‘, 1932)
- Zu Gast im Dritten Reich, deutsche Übersetzung 2016 (‚Kolmannen valtakunnan vieraana‘, 1936)
- Lähtö ja loitsu. Kirja suuresta levottomuudesta (‚Aufbruch und Beschwörung‘,1937)
- Risti ja hakaristi. Uutta maailmankuvaa kohti (‚Kreuz und Hakenkreuz. Einem neuem Weltbild entgegen‘, 1938)
- Synkkä yksinpuhelu. Päiväkirjan lehtiä vuosilta 1941–1944, I–II (‚Finsteres Selbstgespräch. Aus den Tagebüchern 1941–1944‘, 1946)
- Pietari–Leningrad (‚St. Petersburg–Leningrad‘, 1946)

## Auszeichnungen
- 1940: Finnischer Orden des Freiheitskreuzes 4. Klasse (siehe Fließtext)
- 1953: Ehrenmitglied der Schriftsteller- und Künstlervereinigung Kiila
- 1960: Preis der Eino-Leino-Gesellschaft (siehe Fließtext)
- 1962: Medaille Pro Finlandia